# Parabrachiella bispinosa
Parabrachiella bispinosa is een eenoogkreeftjessoort uit de familie van de Lernaeopodidae. De wetenschappelijke naam van de soort werd in 1832 voor het eerst geldig gepubliceerd door Alexander von Nordmann.